# Miguel Rodríguez
Miguel Rodríguez Vidal (Redondela, 29 april 2003) is een Spaans voetballer die in het seizoen 2024/25 door Celta de Vigo wordt verhuurd aan FC Utrecht. Rodríguez is een aanvaller.

## Clubcarrière
Rodríguez ruilde de jeugdopleiding van CD Choco in 2013 in voor die van Celta de Vigo. Op 4 oktober 2020, op zeventienjarige leeftijd, maakte hij zijn officiële debuut in het eerste elftal van Celta de Vigo: in de competitiewedstrijd tegen CA Osasuna mocht hij in de 81e minuut invallen voor Nolito. Een maand later, op 8 november 2020, debuteerde hij voor Celta de Vigo B in de Segunda División B.
In juli 2024 maakte Rodríguez op huurbasis de overstap naar de Nederlandse eredivisionist FC Utrecht. De club bedong een aankoopoptie in het huurcontract van de Spanjaard. Celta de Vigo bedong dan weer een terugkoopoptie.. In april 2025 werd de aankoopoptie in het contract van Rodríguez gelicht, waardoor hij tot medio 2028 onder contract lag bij de Nederlandse club.

## Clubstatistieken
| Seizoen         | Club              | Land               | Competitie              | Competitie | Competitie | Beker | Beker | Supercup | Supercup | Europees | Europees | Totaal | Totaal |
| Seizoen         | Club              | Land               | Competitie              | Wed.       | Dlp.       | Wed.  | Dlp.  | Wed.     | Dlp.     | Wed.     | Dlp.     | Wed.   | Dlp.   |
| --------------- | ----------------- | ------------------ | ----------------------- | ---------- | ---------- | ----- | ----- | -------- | -------- | -------- | -------- | ------ | ------ |
| 2020/21         | Celta de Vigo     | Vlag van Spanje    | Primera División        | 4          | 0          | 0     | 0     | —        | —        | —        | —        | 4      | 0      |
| 2020/21         | Celta de Vigo B   | Vlag van Spanje    | Segunda División B      | 11         | 1          | —     | —     | —        | —        | —        | —        | 11     | 1      |
| 2021/22         | Celta de Vigo B   | Vlag van Spanje    | Primera Federación RFEF | 32         | 11         | —     | —     | —        | —        | —        | —        | 32     | 11     |
| 2021/22         | Celta de Vigo     | Vlag van Spanje    | Primera División        | 0          | 0          | 0     | 0     | —        | —        | —        | —        | 0      | 0      |
| 2022/23         | Celta de Vigo B   | Vlag van Spanje    | Primera Federación      | 28         | 8          | —     | —     | —        | —        | —        | —        | 28     | 8      |
| 2022/23         | Celta de Vigo     | Vlag van Spanje    | Primera División        | 7          | 1          | 1     | 0     | —        | —        | —        | —        | 8      | 1      |
| 2023/24         | Celta de Vigo     | Vlag van Spanje    | Primera División        | 15         | 0          | 5     | 1     | —        | —        | —        | —        | 20     | 1      |
| 2024/25         | → FC Utrecht      | Vlag van Nederland | Eredivisie              | 20         | 7          | 3     | 3     | —        | —        | —        | —        | 23     | 10     |
| 2024/25         | → Jong FC Utrecht | Vlag van Nederland | Eerste divisie          | 2          | 0          | —     | —     | —        | —        | —        | —        | 2      | 0      |
| Carrière totaal | Carrière totaal   | Carrière totaal    | Carrière totaal         | 119        | 28         | 9     | 4     | 0        | 0        | 0        | 0        | 128    | 32     |

Bijgewerkt op 30 april 2025.

## Interlandcarrière
Rodríguez kwam uit voor verschillende Spaanse jeugdcategorieën. Op 31 mei 2024 maakte hij zijn debuut voor Galicië tijdens een vriendschappelijke interland tegen Panama.

## Erelijst
VI speler van de maand: April 2025